# Secolul al XXIII-lea î.Hr.
(Secolul al XXIV-lea î.Hr. - Secolul al XXIII-lea î.Hr. - Secolul al XXII-lea î.Hr. - Secolul al XXI-lea î.Hr. - Secolul al XX-lea î.Hr. - Secolul al XIX-lea î.Hr. - alte secole)
Secolul al XXIII-lea î.Hr. a debutat  în anul 2300 î.Hr. și s-a încheiat în anul 2201 î.Hr. .

## Evenimente

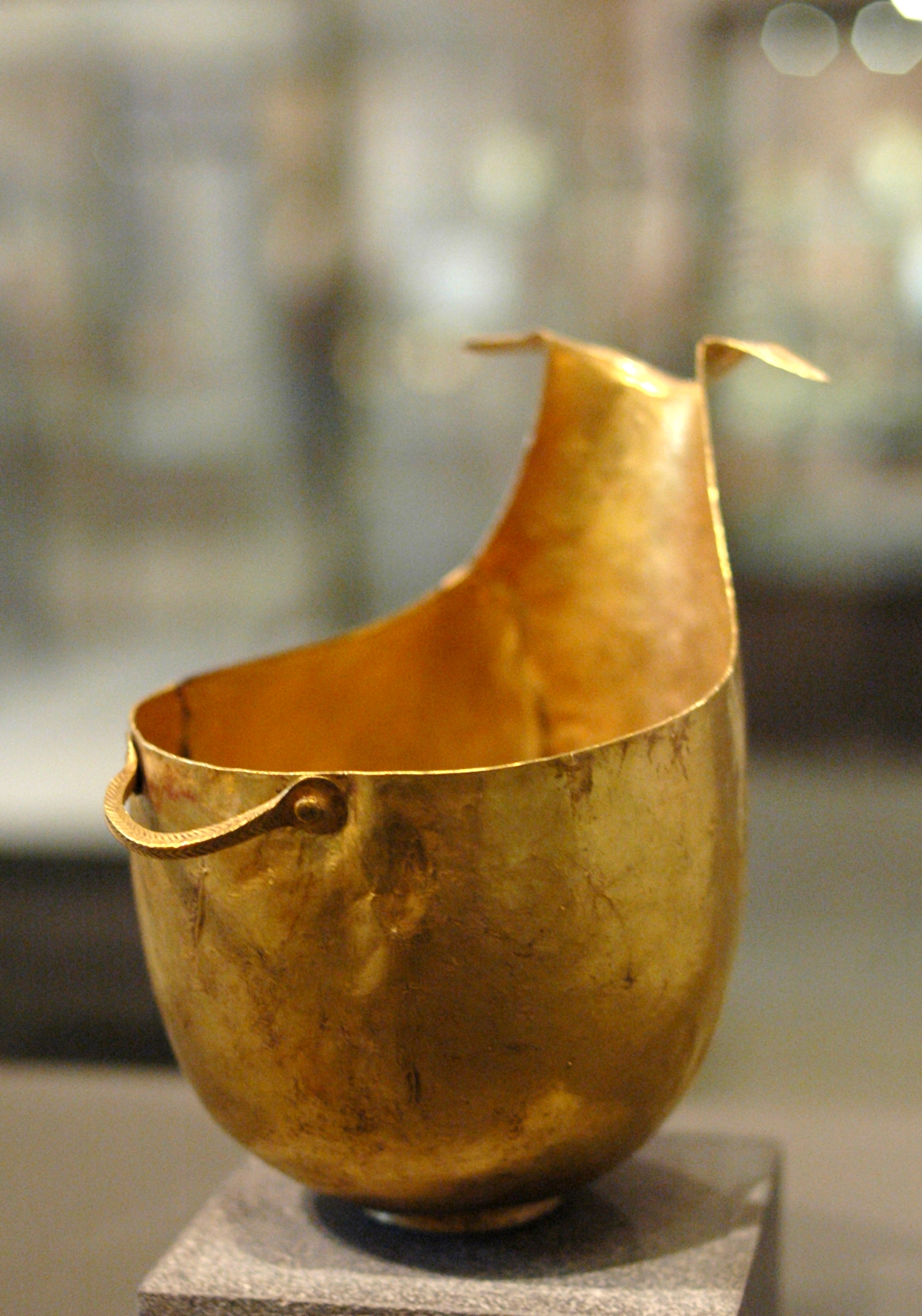
Vas auriu din Arcadia, Grecia
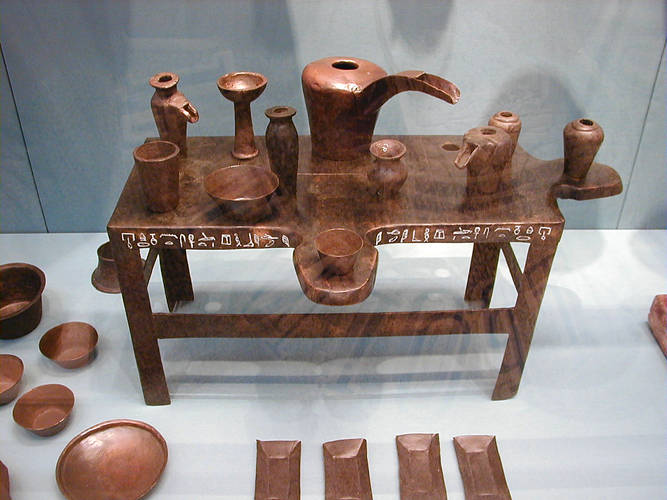
Piese din bronz din Abydos
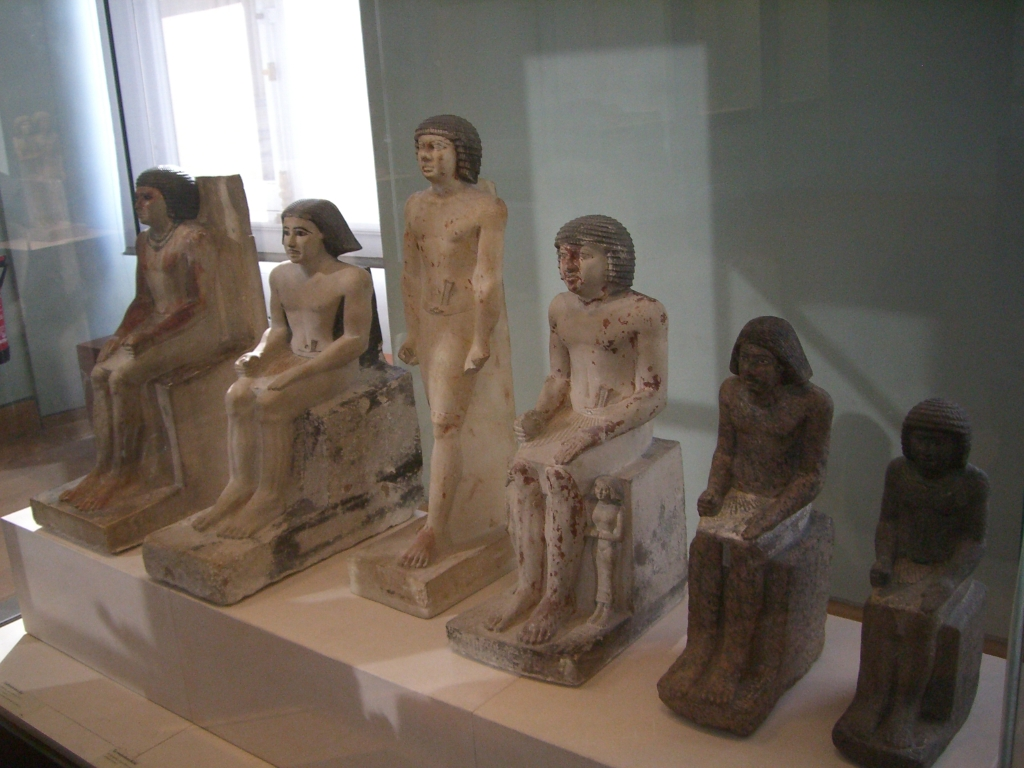
Figurine egiptene din a sasea dinastie
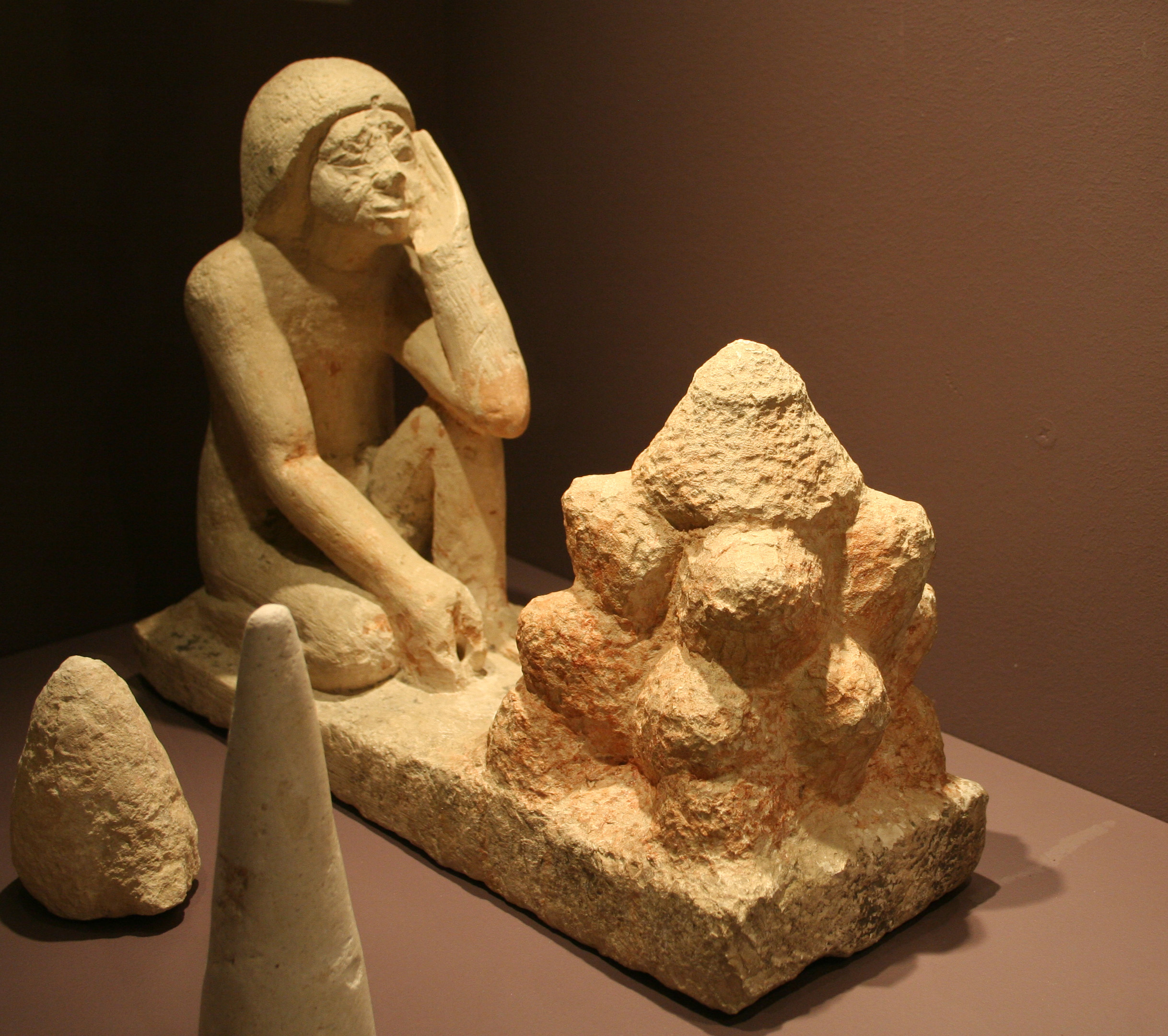
Servitor egiptean
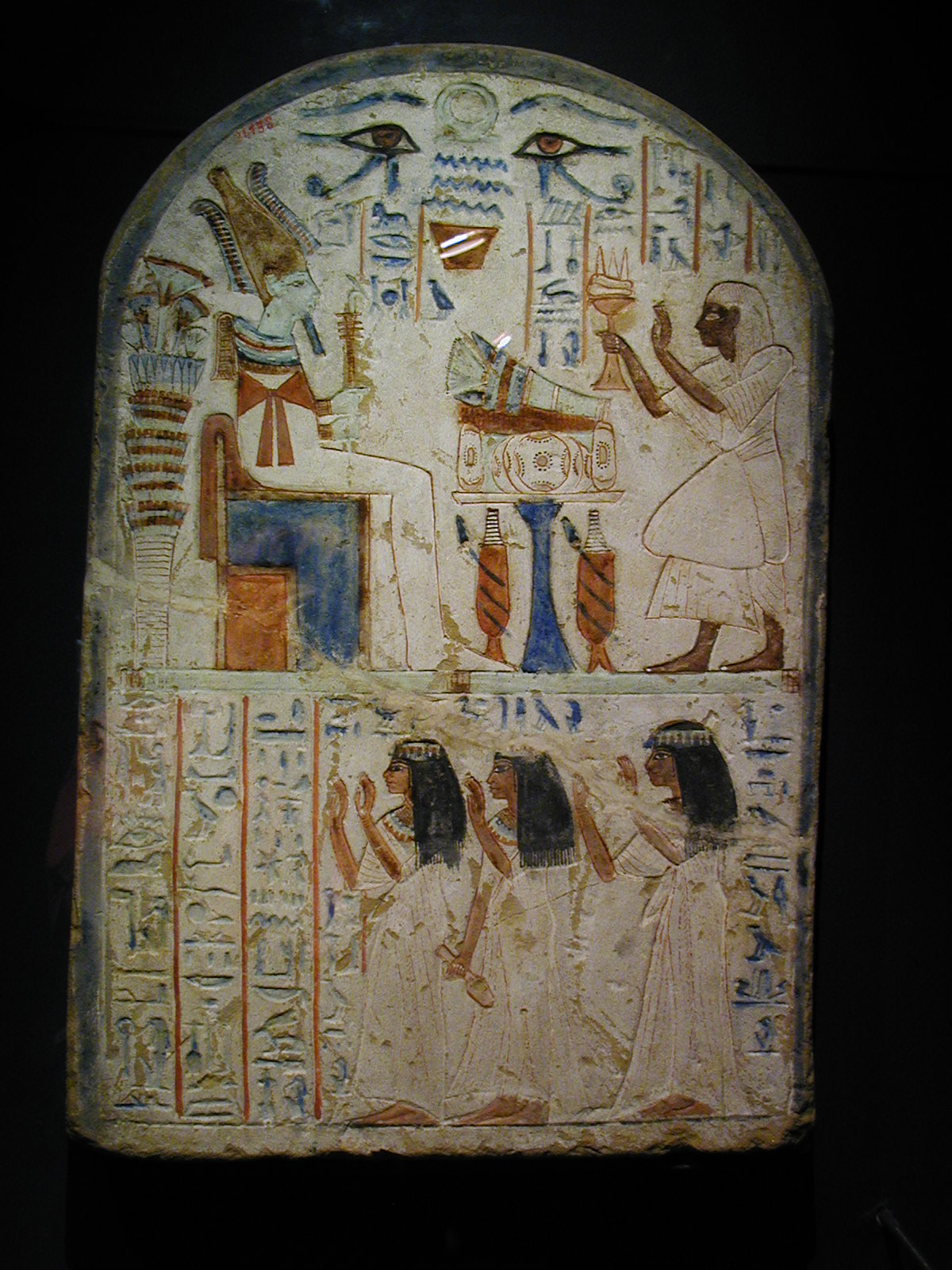
Pictura cu zeul Osiris din Abydos
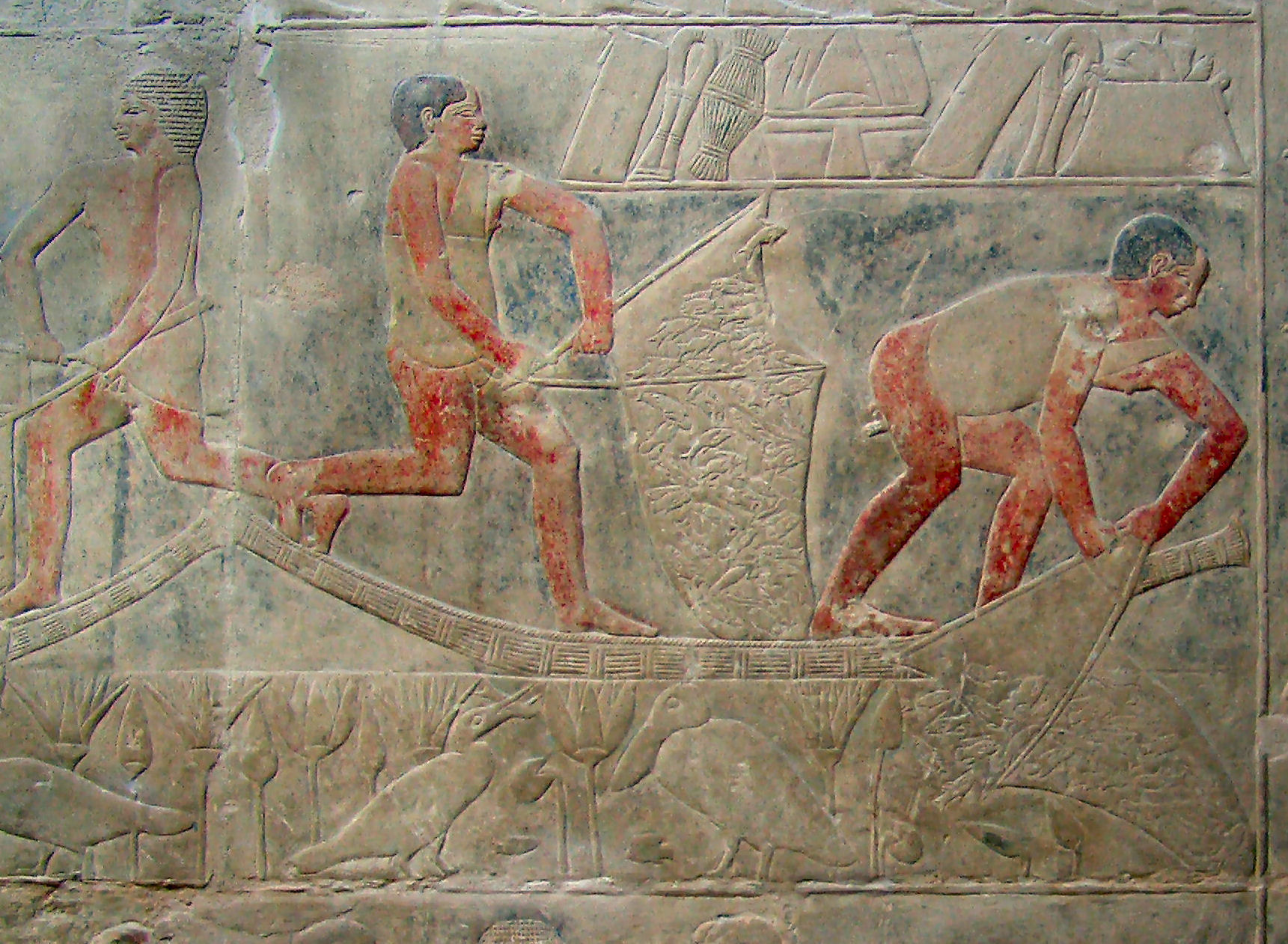
Relief cu pescari din mormantul lui Mereruka
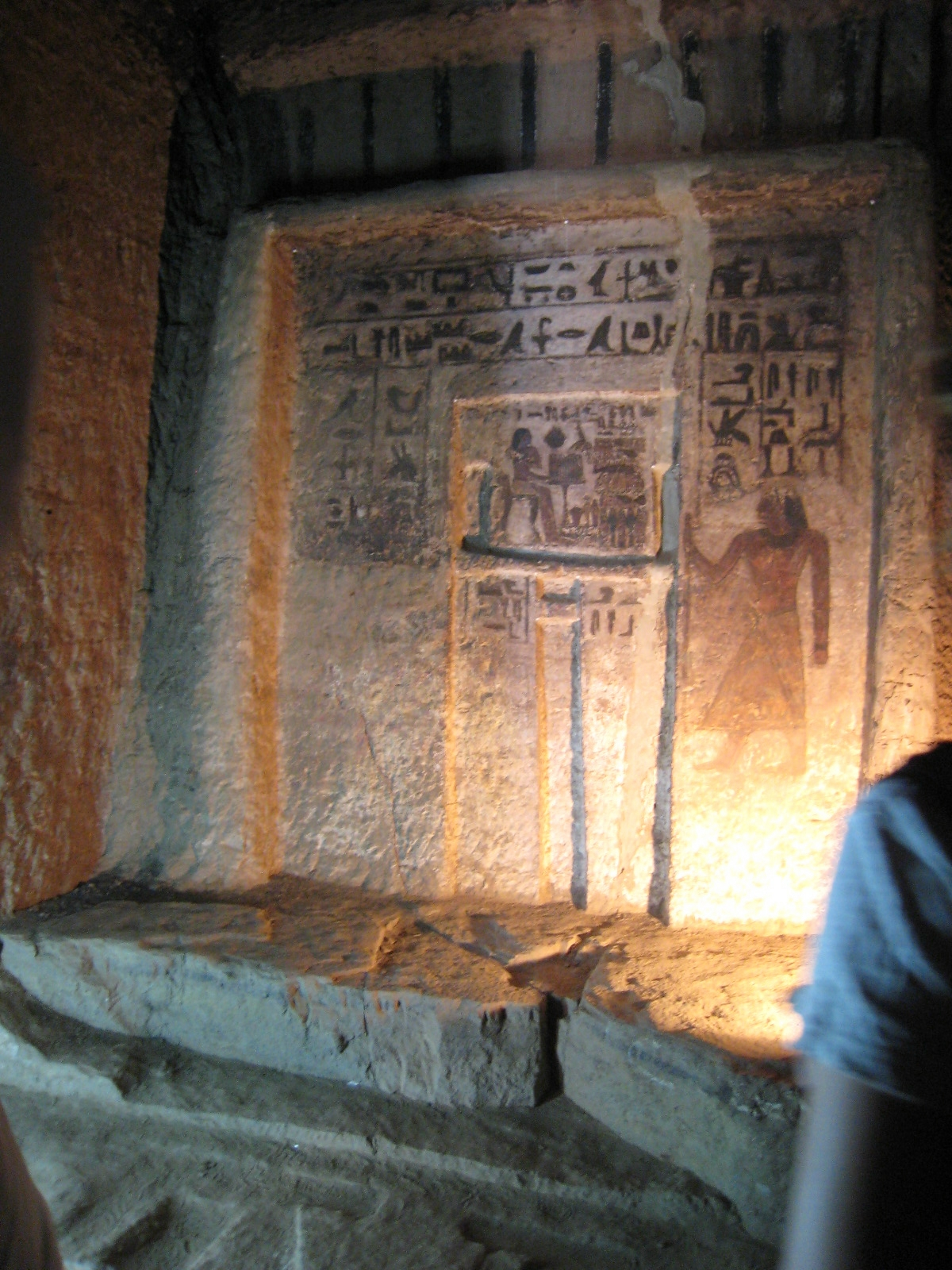
Mormantul lui Mekhu si  Sabni
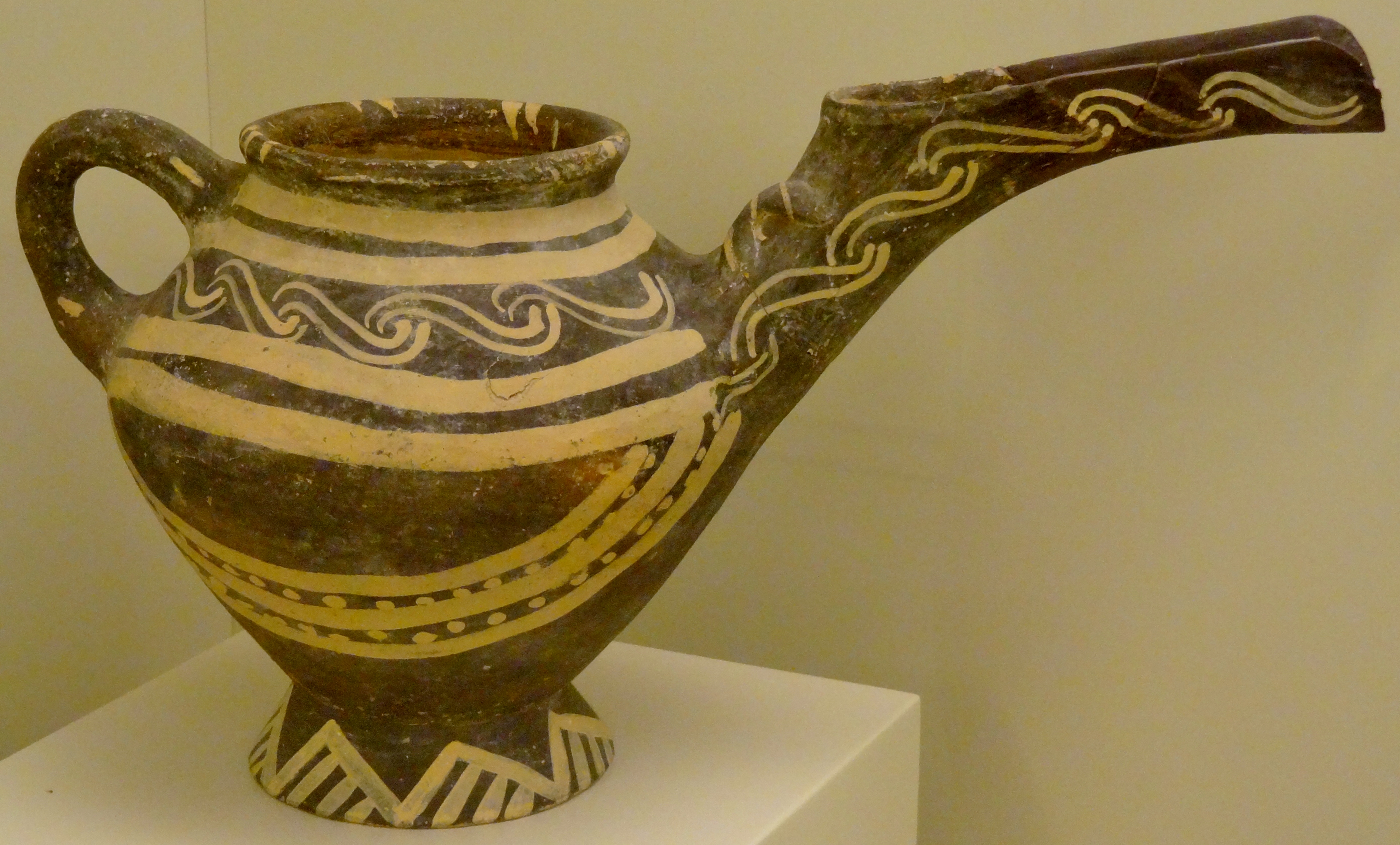
Vas din Creta

- 2334 î.Hr. - 2279 î.Hr.:  Campania militară condusă de Sargon din Akkad în Mesopotamia.
- 2333 î.Hr.: Gojoseon, prima dinastie și sistemul de guvernare, în Coreea .
- C. 2300 î.Hr.: Epoca Bronzului
- C. 2300 î.Hr.: Construirea Canalului Bahr Yusuf
- C. 2285 î.Hr.: Enheduanna, Preoteasa zeiței lunii, Nanna, s-a născut în Ur.
- C. 2278 î.Hr.: Faraonul Pepi al II-lea începe să domnească
- C. 2250 î.Hr. Primele dovezi de cultivare ale porumbului în America Centrală.
- C. 2240 î.Hr.: Akkad, capitala Imperiului akkadian, devine cel mai mare oraș din lume, depășind Memphis, capitala Egiptului.
- C. 2215 î.Hr.: Cometa Hale-Bopp a apărut. Guții înving armata akkadiană demoralizată în Munții Zagros. Ei distrug Agade, capitala imperiului akkadian
- C. 2300 î.Hr.: Începe Epoca de Fier în Europa de Nord.
- 2.300 î.Hr.: Telloh[1], prima lucrare cadastrală
- 2.300 î.Hr.: Telloh[1], prima lucrare cadastrală

### Personalități

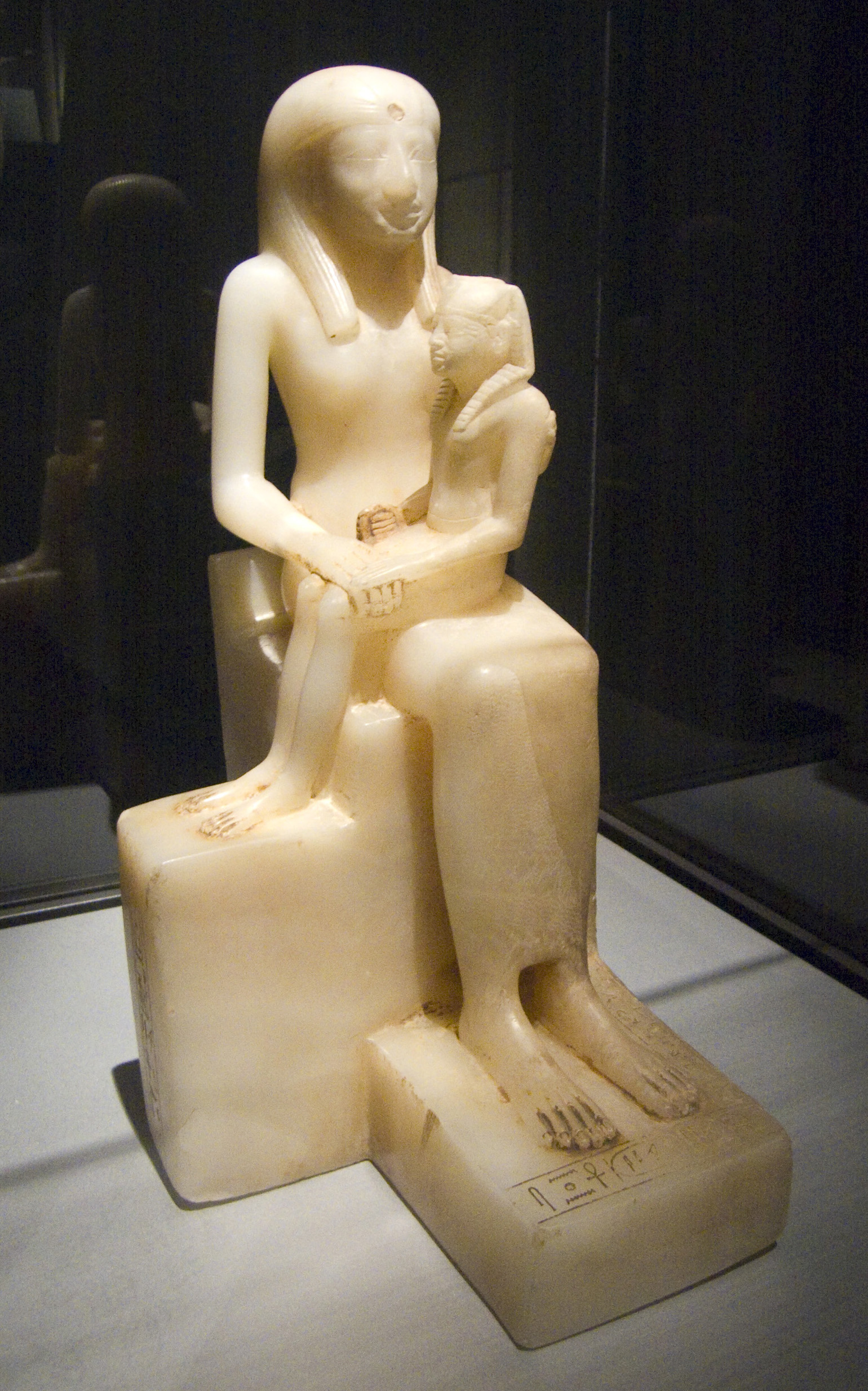
Faraonul Pepi al II-lea (in bratele mamei sale, regina Ankhnesmeryre II)
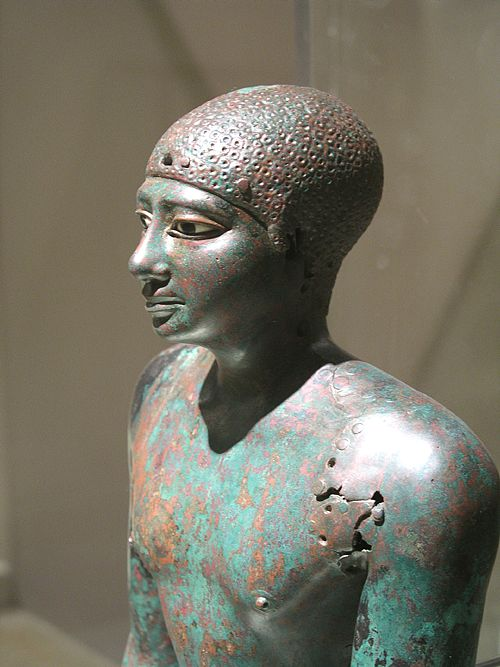
Merenre Nemtyemsaf I
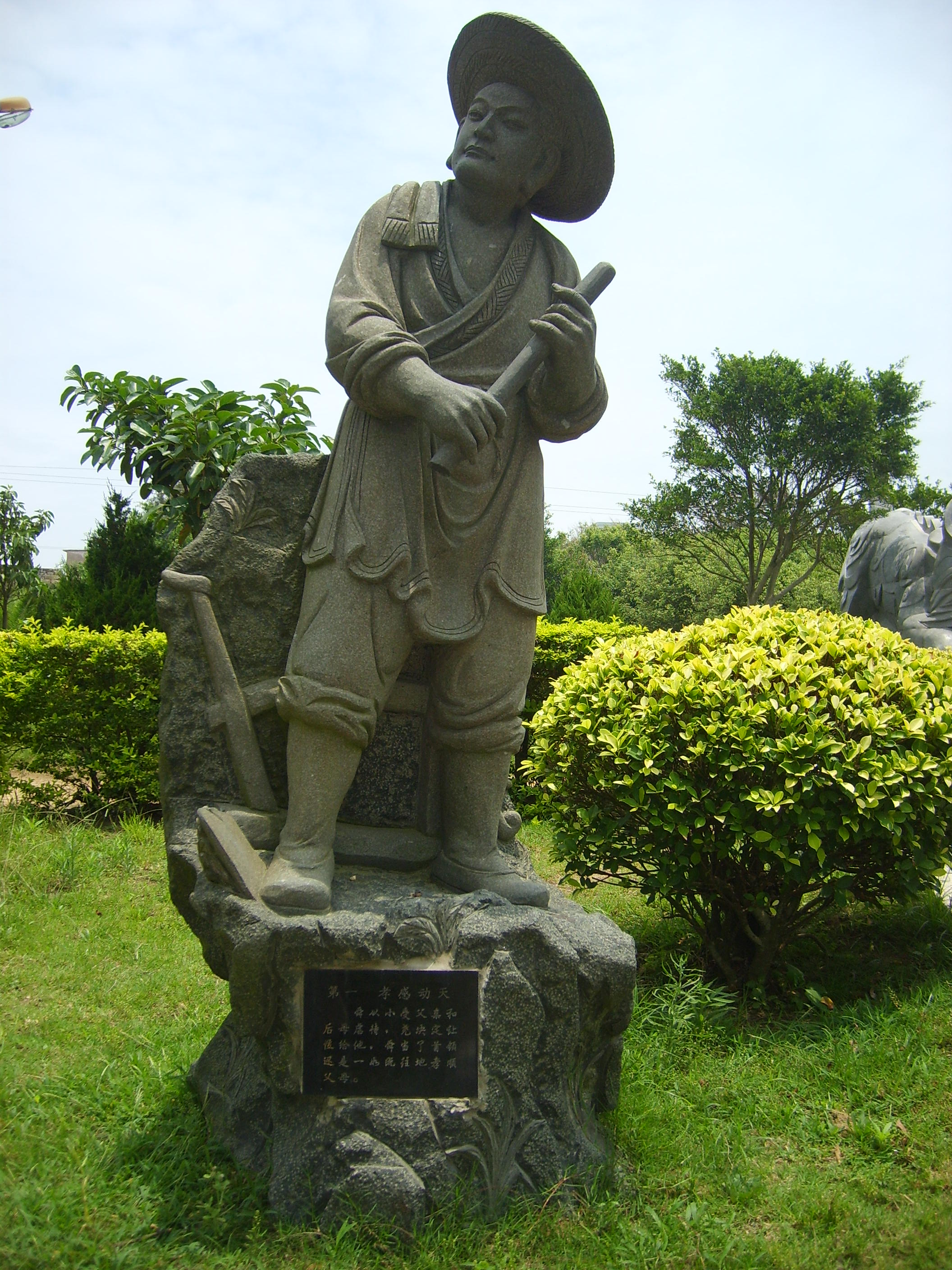
Imparatul mitic chinez Shun